# Tanfana

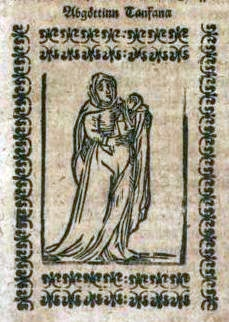
Représentation de Tanfana.

Tanfana, également connue sous le nom de Tamfana ou Tan, est une déesse vénérée dans les régions de l'Allemagne du Nord-Ouest et des Pays-Bas au premier siècle de notre ère. Le nom de Tan est d'origine germanique, alors que Tanfana et Tamfana sont des formes latinisées. Il y a peu de citations de cette divinité, Tacite mentionne qu'un temple, le templum Tanfanae lui a été dédié par les tribus germaniques des Chérusques, Chattes et Marses. Il mentionne également que le peuple des Marses la vénérait. On a également trouvé une inscription en pierre sur laquelle on pouvait lire Tamfanae sacrum. 
Jacob Grimm a émis l’hypothèse que le terme latinisé Tanfana soit issu d'une nymphe ou d'une déesse mère. Il a noté que l'inscription avait quelque ressemblance avec celles consacrées à la déesse Nehalennia vénérée dans la région de Zélande.

## Étymologie
Il existe de nombreuses théories sur la signification originelle de Tanfana. Tan était l'ancien terme germanique utilisé pour désigner « eau ». Le terme pourrait provenir du tanhuz proto-germanique, mais aussi des mots germaniques qui désignaient des collines et des montagnes. En néerlandais, tange signifie « dune », en islandais tangi signifie « sommet de la montagne ». Tanfana pourrait être une variante locale de nombreuses divinités germaniques : Perchta , Hel ou Nerthus. On pense cependant qu'elle représentait la lune ou la divinité mère.
Grimm suggère que son nom dérive également des mots tanfo, truncus, « du nom d'un bois couvrant la région d'Eresburg ». Il souligne également que le suffixe -ana est typique des noms féminins de la région, tels que Hludana, Bertana, Rapana ou Madana.
Dans Geesten en Goden in Oud Oldenzaal, De Bruijn propose l'hypothèse selon laquelle Tanfana pourrait même être la déesse carthaginoise Tanit, en raison de la similitude des noms et des symboles qui leur sont associés.

## Histoires traditionnelles
Il existe certaines légendes néerlandaises concernant Tanfana dans la région d’Overijssel, où l’on pense qu’une grosse pierre appelée de Groote Steen te Oldenzaal — la vieille pierre de Oldenzaal — est associée à son culte. La Grande Pierre était à l'origine située à Tankenberg, une colline qui représente le point culminant d'Overijssel (85 m) dans la municipalité de Losser. Tankenberg pourrait signifier Tan Hill. La grande pierre a ensuite été déplacée vers la ville.
Un timbre trouvé à Ommen, daté de 1336, montre une figure féminine présumée être Tanfana avec un sapin, un symbole du soleil, un félin et un oiseau. Le timbre représente le mariage de Tan en tant que déesse de la lune avec le soleil. Dans ce mythe, Tan devient la déesse mère. Cette image pourrait être une variante de la déesse carthaginoise Tanit, souvent représentée par un symbole solaire, un croissant de lune et un groupe de serpents à la main. Les serpents symbolisent l'orbite du soleil et de la lune dans le ciel.
Le nom du sapin que la déesse tient dans ses mains est den Tanne en néerlandais ancien. Le mot a évolué dans l'actuel Denneboom.
Le nom hollandais de Tanneke dérive du nom Tan. Il y a un vieil adage néerlandais à propos de Tan : Anneke Tanneke toverheks (la sorcière magique Anneke Tanneke),,,,,.